# Contea di Tolland
La contea di Tolland (in inglese Tolland County) è una contea posta nell'area nord-orientale dello Stato del Connecticut negli Stati Uniti.
Come per le altre contee dello Stato del Connecticut la contea di Tolland rappresenta solo una divisione geografica del territorio dello Stato e non ha alcuna funzione amministrativa.

## Geografia fisica
La contea confina a nord con le contee di Hampden e Worcester del Massachusetts, a est con la contea di Windham, a sud con la contea di New London ed a ovest con la contea di Hartford.
Il territorio è prevalentemente collinoso. Tra i fiumi che scorrono nella contea sono da ricordare il Willimantic e lo Skungamaug, dalla cui confluenza nasce il fiume Shetucket. I laghi sono numerosi ed il più vasto è il Mansfield Hollow Lake. 
La contea ha centri abitati relativamente piccoli.
La città principale è Storrs, posta nell'area centrale, che ospita l'Università del Connecticut. Altre città sono Vernon, Ellington, Stafford e Tolland.

## Storia
L'area era abitata dai nativi Nipmuc all'inizio del 1600. La contea fu istituita nel 1785 separandola dalla contea di Windham. Nel 1881 a Mansfield fu fondato la Storrs Agricultural School che prese il nome dalla famiglia di benefattori che donò il terreno e finanziò la scuola. Dalla scuola sarebbe derivato un college che nel 1939 divenne l'Università del Connecticut.

## Comuni
Towns
- Andover
- Bolton
- Columbia
- Coventry
- Ellington
- Hebron
- Mansfield
- Somers
- Stafford
- Tolland
- Union
- Vernon
- Willington

CDP
- Coventry Lake
- Crystal Lake
- Mansfield Center
- Rockville
- South Coventry
- Stafford Springs
- Storrs